# 秦岭黄耆
秦岭黄耆（学名：Astragalus henryi）是豆科黄芪属的植物，为中国的特有植物。分布在中国大陆的陕西、湖北等地，生长于海拔2,500米的地区，见于水沟旁、山坡和杂木林内，目前尚未由人工引种栽培。